# Kilgi (Märjamaa)
Pour les articles homonymes, voir Kilgi.
Kilgi est un village de la commune de Märjamaa du comté de Rapla en Estonie.